# Gliese 908

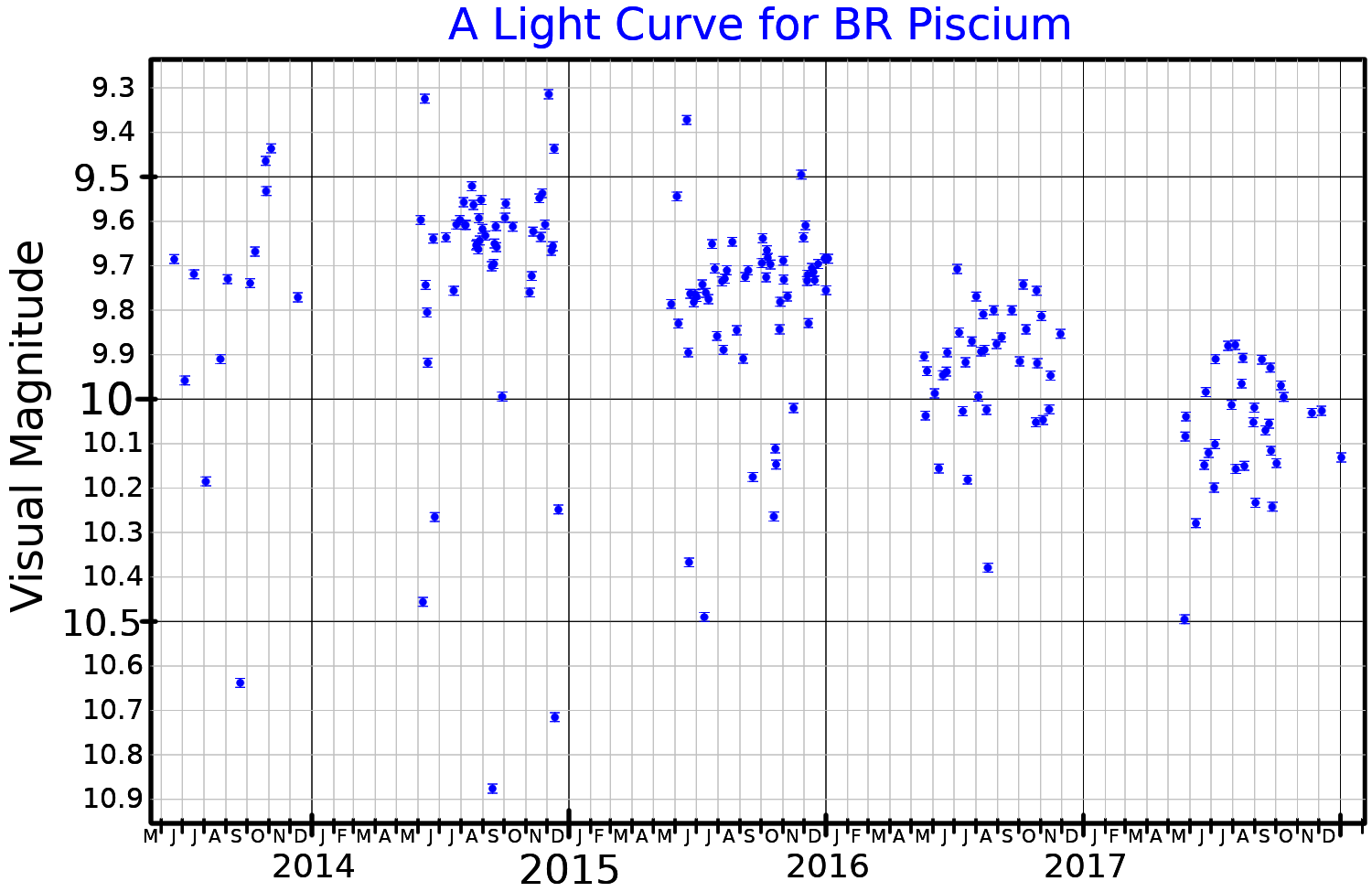
Lichtkromme van Gliese 908

Gliese 908 is een rode dwerg met een schijnbare magnitude van +8,98 met een spectraalklasse van M2.V. De ster bevindt zich 19,27 lichtjaar van de zon.